# B. Everett Jordan

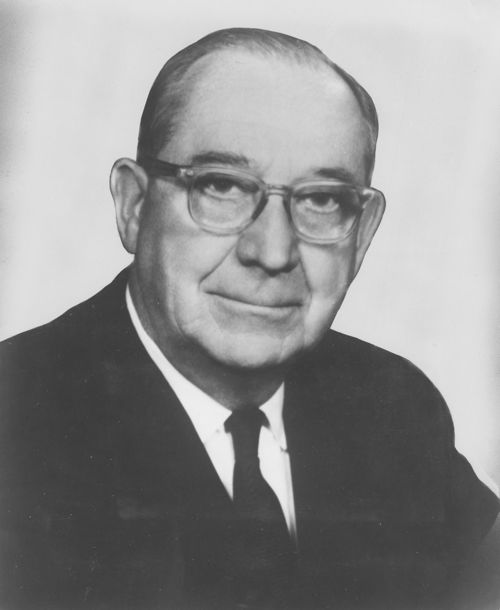
B. Everett Jordan

Benjamin Everett Jordan (* 8. September 1896 in Ramseur, Randolph County, North Carolina; † 15. März 1974 in Saxapahaw, North Carolina) war ein US-amerikanischer Politiker (Demokratische Partei), der den Bundesstaat North Carolina im US-Senat vertrat.

## Berufliche Laufbahn
Everett Jordan besuchte zunächst die öffentlichen Schulen seiner Heimat, danach dann von 1912 bis 1913 die Preparatory School des Rutherford College sowie schließlich zwischen 1914 und 1915 das Trinity College in Durham. Während des Ersten Weltkrieges war er als Soldat eines Panzerkorps der US Army in Europa eingesetzt. Nach seiner Rückkehr stieg er in den 1920er-Jahren ins Textilgeschäft ein, als ein Onkel ihm die Leitung einer Fabrik antrug, die er kurz zuvor erworben hatte. Jordan übernahm die Leitung des Unternehmens, das den Namen Sellers Manufacturing Co. trug und später vollständig in seinen Besitz überging. Nach mehreren Jahrzehnten erfolgreicher Geschäftsführung gab er die Aufgaben später an seine beiden Söhne weiter, als er in die Politik ging.
Von 1943 bis 1958 wirkte Jordan in der Peace Officers and Retirement Commission seines Staates mit, die sich für in den Ruhestand getretene Armeeoffiziere einsetzte. Außerdem war er von 1945 bis 1951 Mitglied im Ausschuss für die medizinische Versorgung in North Carolina sowie Vorsitzender des Kuratoriums am General Hospital im Alamance County. Bundesweit trat er politisch erstmals von 1954 bis 1958 als Mitglied im Democratic National Committee in Erscheinung.

## US-Senator
Als US-Senator William Kerr Scott am 16. April 1958 verstarb, wurde Jordan durch Gouverneur Luther Hodges zu dessen Nachfolger in Washington, D.C. ernannt. Er nahm sein Mandat ab dem 19. April 1958 wahr und entschied auch die folgende Nachwahl am 4. November desselben Jahres deutlich mit 70 Prozent der Stimmen gegen den Republikaner Richard C. Clarke für sich. Bei den beiden folgenden Wiederwahlen wurde sein Vorsprung gegenüber den jeweiligen Konkurrenten zwar jeweils geringer, doch war sein Sieg nicht gefährdet. 1972 trat Jordan ein weiteres Mal an, unterlag aber in der Primary seiner Partei dem Kongressabgeordneten Nick Galifianakis. Dieser wiederum verlor die eigentliche Wahl gegen den Republikaner Jesse Helms, der Jordan dann am 3. Januar 1973 als Senator ablöste.
Während seiner Zeit im Senat war Jordan Vorsitzender mehrerer Ausschüsse, unter anderem im Joint Committee on the Library und im Committee on Rules and Administration. Wie die meisten Senatoren aus den Südstaaten war er ein Verfechter der Segregation.  Eher unerwartet kam folglich während des Vietnamkrieges sein Votum für einen Rückzug der US-Truppen.
Everett Jordan starb bereits im Jahr nach seinem Abschied aus dem Senat. Der B. Everett Jordan Lake, ein Stausee im Chatham County, wurde ebenso nach ihm benannt wie eine Grundschule in Saxapahaw.